# Lipocarpha reddyi
Lipocarpha reddyi är en halvgräsart som beskrevs av Sheila Spenser Hooper. Lipocarpha reddyi ingår i släktet Lipocarpha och familjen halvgräs. IUCN kategoriserar arten globalt som otillräckligt studerad. Inga underarter finns listade i Catalogue of Life.